# Aulon (Creuse)
Aulon is een gemeente in het Franse departement Creuse (regio Nouvelle-Aquitaine) en telt 172 inwoners (2005). De plaats maakt deel uit van het arrondissement Guéret.

## Geografie
De oppervlakte van Aulon bedraagt 10,6 km², de bevolkingsdichtheid is 16,2 inwoners per km².
De onderstaande kaart toont de ligging van Aulon (Creuse) met de belangrijkste infrastructuur en aangrenzende gemeenten.

## Demografie
Onderstaande figuur toont het verloop van het inwonertal (bron: INSEE-tellingen).